# Sistema generale reale thailandese di trascrizione
Il sistema generale reale thailandese di trascrizione o SGRT, chiamato anche RTGS (sigla del nome inglese Royal Thai General System of Transcription, è il sistema ufficiale di trascrizione del thailandese nell'alfabeto latino adottato in Thailandia e pubblicato dall'Istituto reale della Thailandia.
Viene usato ovunque nel Paese, a partire dai cartelli stradali per finire alle pubblicazioni governative ufficiali. È un sistema che rende un'idea approssimativa della reale pronuncia thai, dato che in tale lingua esistono lettere e suoni non presenti in quella latina.
Oltre al sistema RTGS vengono usati altri sistemi di trascrizione delle parole thailandesi con lettere latine, e sono generalmente basati sul modo in cui queste ultime sono usate nella lingua inglese: ad esempio il verbo avere, che si scrive มี, in RTGS viene trascritto mi, ma usando un altro sistema si trova trascritto con il più foneticamente fedele mee in cui il digramma ee viene pronunciato con una i lunga, come in Bruce Lee.

## Caratteristiche
Le principali caratteristiche dell'RTGS sono:
- l'uso esclusivo di lettere dell'alfabeto latino senza segni diacritici
- vocali e dittonghi vengono espressi mediante l'esclusivo uso delle vocali: ⟨a⟩, ⟨e⟩, ⟨i⟩, ⟨o⟩, ⟨u⟩
  - le vocali ⟨a⟩, ⟨e⟩, ⟨i⟩, ⟨o⟩, ⟨u⟩ dell'RTGS assumono lo stesso valore di quelle presenti nell'alfabeto italiano
  - i digrammi contenenti la lettera ⟨e⟩: ⟨ae⟩, ⟨oe⟩, ⟨ue⟩ corrispondono rispettivamente ai fonemi rappresentati con i segni [ɛ], [ɤ], [ɯ] nell'alfabeto fonetico internazionale (detto IPA). Il fono rappresentato dal digramma RTGS <ae> corrisponde alla nostra ⟨è⟩ aperta dotata di accento grave, mentre i foni rappresentati con i digrammi RTGS ⟨oe⟩ e ⟨ue⟩ non sono presenti nella lingua italiana.
- le consonanti vengono usate come nell'IPA eccetto:
  - i digrammi contenenti l'⟨h⟩ (⟨ph⟩, ⟨th⟩, ⟨kh⟩) sono aspirati come i corrispondenti [pʰ], [tʰ] e [kʰ] dell'IPA e si differenziano dalle consonanti non aspirate ⟨p⟩, ⟨t⟩ e ⟨k⟩
  - il digramma RTGS ⟨ng⟩ viene rappresentato dall'IPA con il simbolo [ŋ], e si pronuncia come la ⟨n⟩ nasale velare di mango, diversa dalla ⟨n⟩ nasale alveolare di nave
  - il digramma ⟨ch⟩ viene rappresentato dall'IPA con quelli [tɕʰ] e [tɕ], e si pronuncia come la ⟨c⟩ di ciao
  - la consonante ⟨y⟩ corrisponde alla [j] dell'IPA, e alla ⟨j⟩ di jella.

La trascrizione delle lettere finali delle parole avviene secondo la loro pronuncia e non secondo le regole dell'ortografia thai.

## Limiti dell'RTGS
Il thailandese presenta una sofisticata fonetica tale che le parole pronunciate secondo il sintetico sistema RTGS sono spesso diverse dalle originali.
I principali punti di discrepanza sono i seguenti:
1. la differenza tra i toni presenti nella lingua thai, che sono accuratamente descritti con appositi segni diacritici nell'alfabeto thai, non compare nella trascrizione RTGS. Due parole uguali con toni diversi hanno significati a loro volta diversi, e quando vengono trascritte col sistema RTGS non si può distinguerle
2. la differenza esistente tra le vocali lunghe e quelle corte, specificata nella scrittura thai, non viene riportata dal sistema RTGS. In thailandese una parola scritta con vocali lunghe ha un significato diverso da una parola uguale ma scritta con vocali corte
3. ognuno dei fonemi RTGS /ch/, /k/, /n/, /h/, /p/, /ph/, /t/, /th/, /s/, /d/, /f/, /y/ e /l/ in thailandese corrisponde a due o più lettere diverse aventi un fono simile ma diverso dalle altre (ad esempio il /ch/ RTGS viene usato per trascrivere le quattro lettere del thailandese จ, ฉ, ช e ฌ che hanno foni simili tra loro ma diversi
4. la vocale RTGS ⟨o⟩ non tiene conto della differenza fra la vocale chiusa ⟨ó⟩ e quella aperta ⟨ò⟩, come avviene nell'italiano, nell'IPA ([o] e [ɔ]) e nel thailandese (โ– e –อ).

## Tabelle dei simboli

### Consonanti
Nella seguente tabella è da notare come alcune consonanti del thailandese assumano una pronuncia ed una trascrizione RTGS diversa a seconda che siano posizionate all'inizio o alla fine della parola.
| lettera thai | note                                                              | trascrizione RTGS | trascrizione RTGS | trascrizione IPA | trascrizione IPA |
|              |                                                                   | iniziale          | finale            | iniziale         | finale           |
| ------------ | ----------------------------------------------------------------- | ----------------- | ----------------- | ---------------- | ---------------- |
| ก            |                                                                   | k                 | k                 | k                | k                |
| ข            | iniziale aspirata finale non aspirata                             | kh                | k                 | kʰ               | k                |
| ฃ            | iniziale aspirata finale non aspirata                             | kh                | k                 | kʰ               | k                |
| ค            | iniziale aspirata finale non aspirata                             | kh                | k                 | kʰ               | k                |
| ฅ            | iniziale aspirata finale non aspirata                             | kh                | k                 | kʰ               | k                |
| ฆ            | iniziale aspirata finale non aspirata                             | kh                | k                 | kʰ               | k                |
| ง            | nasale velare                                                     | ng                | ng                | ŋ                | ŋ                |
| จ            |                                                                   | ch                | t                 | tɕ               | t                |
| ฉ            |                                                                   | ch                | -                 | tɕʰ              | -                |
| ช            |                                                                   | ch                | t                 | tɕʰ              | t                |
| ซ            |                                                                   | s                 | t                 | s                | t                |
| ฌ            |                                                                   | ch                | -                 | tɕʰ              | -                |
| ญ            |                                                                   | y                 | n                 | j                | n                |
| ฎ            |                                                                   | d                 | t                 | d                | t                |
| ฏ            |                                                                   | t                 | t                 | t                | t                |
| ฐ            | iniziale aspirata finale non aspirata                             | th                | t                 | tʰ               | t                |
| ฑ            | iniziale aspirata finale non aspirata                             | th                | t                 | tʰ               | t                |
| ฒ            | iniziale aspirata finale non aspirata                             | th                | t                 | tʰ               | t                |
| ณ            |                                                                   | n                 | n                 | n                | n                |
| ด            |                                                                   | d                 | t                 | d                | t                |
| ต            |                                                                   | t                 | t                 | t                | t                |
| ถ            | iniziale aspirata finale non aspirata                             | th                | t                 | tʰ               | t                |
| ท            | iniziale aspirata finale non aspirata                             | th                | t                 | tʰ               | t                |
| ทร           | digramma thai                                                     | s                 | t                 | s                | t                |
| ธ            | iniziale aspirata finale non aspirata                             | th                | t                 | tʰ               | t                |
| น            |                                                                   | n                 | n                 | n                | n                |
| บ            |                                                                   | b                 | p                 | b                | p                |
| ป            |                                                                   | p                 | p                 | p                | p                |
| ผ            | aspirata                                                          | ph                | -                 | pʰ               | -                |
| ฝ            |                                                                   | f                 | -                 | f                | -                |
| พ            | iniziale aspirata finale non aspirata                             | ph                | p                 | pʰ               | p                |
| ฟ            |                                                                   | f                 | p                 | f                | p                |
| ภ            | iniziale aspirata finale non aspirata                             | ph                | p                 | pʰ               | p                |
| ม            |                                                                   | m                 | m                 | m                | m                |
| ย            | viene usata come i oppure o nei dittonghi RTGS                    | y                 | y                 | j                | j                |
| ร            |                                                                   | r                 | n                 | r                | n                |
| ฤ            | contiene una i o i digrammi RTGS <ue> oppure <oe> brevi impliciti | ri rue roe        | -                 | ri rɯ rɤ         | -                |
| ฤๅ           | contiene il digramma <ue> lungo implicito                         | rue               | -                 | rɯː              | -                |
| ล            |                                                                   | l                 | n                 | l                | n                |
| ฦ            | contiene il digramma <ue> breve implicito                         | lue               | -                 | lɯ               | -                |
| ฦๅ           | contiene il digramma <ue> lungo implicito                         | lue               | -                 | lɯː              | -                |
| ว            | usata come u o come o nei dittonghi e trittonghi                  | w                 | w                 | w                | w                |
| ศ            |                                                                   | s                 | t                 | s                | t                |
| ษ            |                                                                   | s                 | t                 | s                | t                |
| ส            |                                                                   | s                 | t                 | s                | t                |
| ห            |                                                                   | h                 | -                 | h                | -                |
| ฬ            |                                                                   | l                 | n                 | l                | n                |
| อ            |                                                                   | *                 | -                 | ʔ                | -                |
| ฮ            |                                                                   | h                 | -                 | h                | -                |

- * อ è un caso speciale poiché è usata al principio di una parola come iniziale muta per quelle sillabe che iniziano per vocale (tutte le vocali sono scritte in relazione a una consonante). Ad esempio la parola clima in thailandese si scrive อากาศ (IPA: aːkaːt, RTGS: akat). Viene inoltre usata per rappresentare il fono <ò> lungo (IPA: ɔː, RTGS o) nonché per la costruzione di dittonghi e trittonghi.

### Vocali
Nella lingua thailandese le vocali, i dittonghi e i trittonghi sono scritti mediante l'utilizzo di simboli vocalici e/o consonantici. Nelle seguenti tabelle ciascuna vocale è situata nella posizione corretta relativamente a una consonante iniziale (rappresentata qui da un tratto "–") e a volte anche relativamente a una seconda consonante (un secondo tratto).
La colonna "nome thailandese trascritto" contiene una trascrizione (non RTGS) di come in thailandese viene chiamato il simbolo relativo, nella stesura sono stati usati gli accenti presenti nella lingua italiana per distinguere le differenze tra le vocali; tra parentesi viene evidenziata la lunghezza dei foni. 

#### Monottonghi
| simbolo thai                             | nome thai trascritto | trascrizione IPA | trascrizione RTGS | esempio di trascrizione RTGS                     | varianti di trascrizione con altri sistemi |
| ---------------------------------------- | -------------------- | ---------------- | ----------------- | ------------------------------------------------ | ------------------------------------------ |
| –ั -                                      | mai han-akat (breve) | ɑ                | a                 | วัน = wan (giorno)                                | u                                          |
| - (a implicita)                          | sara a (breve)       | ɑ                | a                 | ขนม = kanom (dolciume)                           | u                                          |
| –ะ                                       | sara à (tronca)      | aʔ               | a                 | กะ = ka (con)                                    | ah                                         |
| -า                                       | sara a (lunga)       | aː               | a                 | มา = ma (venire)                                 | ar, aa                                     |
| -รร- con consonante finale               | ro han *             | ɑ                | a                 | สรรพ sap (intero)                                | u                                          |
| -รร- con vocale finale o consonante muta | ro han *             | ɑn               | an                | สรรหา = sanha (cercare) สวรรค์ = sawan (paradiso) | un                                         |
| –ำ                                       | sara am (lunga)      | aːm              | am                | รำ = ram (danza)                                 | um                                         |
| –ิ                                        | sara i (breve)       | i                | i                 | กิน = kin (mangiare o bere)                       |                                            |
| –ี                                        | sara i (lunga)       | iː               | i                 | มีด = mit (coltello)                              | ee, ii, y                                  |
| –ึ                                        | sara ue (breve)      | ɯ                | ue (digramma)     | นึก = nuek (supporre)                             | eu, uh                                     |
| –ื                                        | sara ue (lunga)      | ɯː               | ue (digramma)     | หรือ = rue (o, oppure)                            | eu                                         |
| –ุ                                        | sara u (breve)       | u                | u                 | ลุ = lu (raggiungere)                             | ou, oo, uh                                 |
| –ู                                        | sara u (lunga)       | uː               | u                 | หรู = ru (lussuoso)                               | oo, uu                                     |
| เ–็ -                                     | sara e (breve)       | e                | e                 | เล็ง = leng (puntare)                             |                                            |
| เ–ะ                                      | sara é (tronca)      | eʔ               | e                 | เละ = le (soffice)                               | eh                                         |
| เ-                                       | sara é (lunga)       | eː               | e                 | เลน = len (fango)                                | ay, a, ae, ai                              |
| แ–็–                                      | sara è (breve)       | ɛ                | ae (digramma)     |                                                  | aeh, a                                     |
| แ–ะ                                      | sara è (tronca)      | ɛʔ               | ae (digramma)     | และ = lae (e, ed)                                | aeh, a                                     |
| แ–                                       | sara è (lunga)       | ɛː               | ae (digramma)     | แสง = saeng (luce)                               | a, e                                       |
| – - (o implicita)                        | sara o (breve)       | o                | o                 | ลม = lom (vento)                                 |                                            |
| โ–ะ                                      | sara ó (tronca)      | oʔ               | o                 | โละ = lo (buttare)                               | oh                                         |
| โ–                                       | sara ó (lunga)       | oː               | o                 | โล้ = lo (dondolare)                              | or, oh                                     |
| เ–าะ                                     | sara ò (tronca)      | ɔʔ               | o                 | เกาะ = ko (isola)                                | orh, oh, or                                |
| -อ                                       | sara ò * (lunga)     | ɔː               | o                 | รอม = rom (accumulare)                           | or, aw, ow                                 |
| เ–ิ –                                     | sara oe (breve)      | ɤ                | oe (digramma)     | เหลิง = loeng (arrogante)                         | eu, u                                      |
| เ–อะ                                     | sara oe * (tronca)   | ɤʔ               | oe (digramma)     | เลอะ = loe (sporco)                              | eu, u                                      |
| เ–อ                                      | sara oe * (lunga)    | ɤː               | oe (digramma)     | เธอ = thoe (tu(tra amici))                       | ur, eu, u                                  |

#### Dittonghi
| simbolo thai | nome thai                                | trascrizione IPA | trascrizione RTGS | esempio di trascrizione RTGS                      | varianti di trascrizione con altri sistemi |
| ------------ | ---------------------------------------- | ---------------- | ----------------- | ------------------------------------------------- | ------------------------------------------ |
| เ–ียะ         | sara ià * (con <à> tronca)               | jaʔ              | ia                | เผียะ = phia                                       | iah, ear                                   |
| เ–ีย          | sara ìa * (con accento sulla i)          | jːa              | ia                | เรียน = rian (studiare)                            | ear, ere                                   |
| เ–ือะ         | sara ueà * (digramma <ue> + <a> tronca)  | ɯaʔ              | uea               | (non ci sono parole thai con questo dittongo)     |                                            |
| เ–ือ          | sara uea * (digramma ue (lungo) + <a>)   | ɯːa              | uea               | เลือก = lueak (scegliere)                          | eua, ua                                    |
| -ว-          | wo waen **                               | ua               | ua                | รวม = ruam (aggiungere)                           | uar                                        |
| –ัวะ          | sara uà * (con <a> tronca)               | uaʔ              | ua                | ผัวะ = phua (suono di uno schiaffo) (onomatopeico) | wah, uah                                   |
| –ัว           | sara ua *                                | ua               | ua                | มัว = mua (oscuro)                                 | ewer                                       |
| ใ–           | sara ai mai muan                         | ɑj               | ai                | ใย = yai (fibra)                                  | ay, y                                      |
| ไ–           | sara ai mai malai                        | ɑj               | ai                | ไล่ = lai (inseguire)                              | ay, y                                      |
| ไ–ย          | sara ai mai malai * con ย finale         | ɑj               | ai                | ไทย = thai (thai)                                 | ay, y                                      |
| –ัย           | sara ai * (con <a> breve)                | ɑj               | ai                | วัย = wai (periodo di tempo)                       |                                            |
| -าย          | sara ai * (con <a> lunga)                | aːj              | ai                | สาย = sai (filo)                                  | aai, aay                                   |
| เ–า          | sara ao (con <a> breve)                  | aw               | ao                | เมา = mao (ubriaco)                               | aw, ow                                     |
| -าว          | sara ao * (con <a> lunga)                | aːw              | ao                | ลาว = lao (laosiano)                              | ow                                         |
| -ุย           | sara ui *                                | uj               | ui                | ลุย = lui (guadare)                                |                                            |
| โ-ย          | sara ói * (con ó lunga)                  | oːj              | oi                | โรย = roi (indebolirsi)                           | oy                                         |
| -อย          | sara òi * (con ò lunga)                  | ɔːj              | oi                | ลอย = loi (fluttuante)                            | oy                                         |
| เ–ย          | sara oei * (digramma <oe> (lungo) + i)   | ɤːj              | oei               | เลย = loei (oltre)                                |                                            |
| –ิว           | sara io *                                | jw               | io                | ลิ่ว = lio (volare)                                 | iu, iw, ew                                 |
| เ–็ว          | sara éo * (breve)                        | ew               | eo                | เร็ว = reo (veloce)                                | eu, ew                                     |
| เ–ว          | sara éo * (con è lunga)                  | eːw              | eo                | เลว = leo (cattivo)                               | eu, ew                                     |
| แ–็ว          | sara aeo * (digramma <ae> (breve) + <o>) | ɛw               | aeo               | แผล็ว = phlaeo                                     | eo, ew, aew                                |
| แ–ว          | sara aeo * (digramma <ae> (lungo) + <o>) | ɛːw              | aeo               | แมว = maeo (gatto)                                | eo, ew, aew                                |

- * = scritti con simboli vocalici + consonantici.
- ** = scritti con simboli consonantici.

#### Trittonghi
| simbolo thai | nome thai                                         | trascrizione IPA | trascrizione RTGS | esempio di trascrizione RTGS | varianti di trascrizione con altri sistemi |
| ------------ | ------------------------------------------------- | ---------------- | ----------------- | ---------------------------- | ------------------------------------------ |
| เ–ือย         | sara ueài * (digramma <ue> con fono (lungo) + ai) | ɯːaj             | ueai              | เลื้อย = lueai (arrampicarsi)  | euai, uai                                  |
| เ–ียว         | sara iào *                                        | jao              | iao               | เลี้ยว = liao (voltare)        | iow                                        |
| -วย          | sara uài *                                        | uaj              | uai               | มวย = muai (pugilato)        |                                            |

- * = scritti con simboli vocalici + consonantici.